# Cenzúra az NDK-ban
A szovjet érdekszférába tartozó többi országhoz hasonlóan a volt Német Demokratikus Köztársaság (németül: Deutsche Demokratische Republik) kormánya is széles körű cenzúrát működtetett 1949-1990 között.

## Háttere
Az 1949-ben elfogadott kelet-német alkotmány kimondta, hogy a sajtó cenzúrája nem fordulhat elő (9. cikk, 2. rész). Az alkotmány 1968-as módosítása ezt a kijelentést kibővítette, és az alkotmány 27. cikke kimondta:
- Minden állampolgárnak joga van szabadon és nyilvánosan kifejteni véleményét, az alkotmány alapelveivel összhangban.[2]
- A sajtó, a rádió és a televízió szabadságát az alkotmány biztosítja.[3]

Az alkotmányban lefektetett alapelvek ellenére, mivel a gyakorlatban az NDK-ban egy párt, a Német Szocialista Egységpárt (NSZEP) volt hatalmon, a sajtó, a kommunikációs eszközök és az állampolgárok szabadságjogait a kormányon keresztül az uralkodó párt saját érdekeit szem előtt tartva korlátozhatta.
Erre lehetőséget adott az alkotmányban található megszorító kijelentés, miszerint a fenti szabadságjogok csak az alkotmánnyal összhangban gyakorolhatók - a kormány pedig a nemzetbiztonságra, a közízlésre vagy más kifogásokra hivatkozva korlátozhatta a sajtó szabadságát.

### Büntetőjog
Az NDK büntető törvénykönyve (Strafgesetzbuch der DDR) számos lehetőséget adott a cenzúra megvalósítására.
- Az ún. "gumiparagrafus" (106. cikk) megtiltotta az "államellenes propagandát", illetve "a sajtó felhasználását a burzsoá ideológia terjesztésére"
- Az "illegális kapcsolattartás (Ungesetzliche Verbindungsaufnahme, 219. cikk) megtiltotta a nyugati újságok és magazinok birtoklását és terjesztését
- A "rágalmazási cikk" (Staatsverleumdung, 220. cikk) védte az állami szerveket és dolgozóikat a rágalmazástól és a sértegetéstől
- Az államtitkokról, azok megsértéséről szóló cikkek (Geheimnisverrat, 245, 246. cikk) tették lehetővé az NDK helyzetéről, mindennapjairól szóló írások betiltását.

## Megvalósítása
A sajtó, a művészetek és a kultúra felügyelete érdekében a kelet-német kormány többrétegű cenzúrát hozott létre. A cenzúra külső rétegét alkották a kiadóvállalatoknál dolgozó cenzorok és a kormányzati szervek. A cenzúra belső körét a minden szervezetben, vállalatnál, alkotó közösségben megtalálható párttagok alkották.

### Cenzúra a kiadóknál
A kiadóvállalatoknál alkalmazott cenzorok alkották a cenzúra első lépcsőjét, akik már az első kéziratot megvizsgálták és módosításokat javasoltak a szerzőnek. Az elkészült művet azután jóvá kellett hagynia a kiadóvállalat egyik bizottságának.

### Kormányzati cenzúra
Az irodalmi alkotások felügyeletére két szervezetet is létrehozott a kelet-német kormány. Az egyik a "Kiadóvállalatok és Könyvértékesítők Központi Irodája" (Hauptverwaltung Verlage und Buchhandel, HV), a másik a "Szerzői Jogi Iroda" (Büro für Urheberrechte, BU). A HV felügyelte az irodalmi művek kiadását, marketingjét és értékesítését. A BU megvizsgálta az adott művet és eldöntötte, hogy ki lehet-e adni más országokban, vagy csak az NDK-ban.

### Pártcenzúra
A kelet-német közélet minden aspektusát áthatotta a párt közvetett cenzúrája, mivel minden szervezetnél, vállalatnál, közösségnél megtalálhatók voltak a párt tagjai, leggyakrabban befolyásos pozíciókban, és ezáltal lehetőségük nyílt a még csak tervezett vagy születő alkotások cenzúrájára. A cenzúrát időnként az NSZEP Központi Bizottsága gyakorolta.

## Végrehajtása

### Tiltott témák
A tiltott témák közé tartozott minden, amit a fennálló rendszerrel szemben állónak, arra károsnak tartottak a cenzorok.
Elsősorban a kommunizmus, a kommunista államrend, a Szovjetunió és az NDK, illetve a szovjet blokkba tartozó államok bármilyen bírálata tiltott volt, beleértve az állami szervek (mint pl. a Stasi) tevékenységének kitárgyalása. Szintén tilos volt a kapitalizmussal vagy a fasizmussal rokonszenvező vélemények kinyilvánítása. Tilos volt bármilyen olyan témát vitatni, amely az állammal szembeni ellenállásra buzdíthatott (mint pl. a katonai szolgálat megtagadása lelkiismereti okokból).
Az NDK hétköznapjait tilos volt kritizálni, így pl. tilos volt negatív véleményt mondani a kelet-német életszínvonalról vagy az oktatási rendszerről, a környezetszennyezésről vagy bármilyen más ipari problémáról. Az ún. Republikflucht, azaz a szomszédos NSZK-ba menekülők kérdését és a berlini falat is tilos volt tárgyalni.
Végül a kommunista értékek védelmében, az illendőség nevében tilos volt pl. a homoszexualitás, a pornográfia. Az elvárásoknak nem megfelelő művészeti formákat is tiltották, mint pl. a szabadverset, az avantgárd műveket, az absztrakt alkotásokat.

### Büntetések
A cenzúra legenyhébb büntetése a szóban forgó mű betiltása és az alkotó figyelmeztetése volt. Súlyosabb esetekben letartóztatás vagy házi őrizet járt az alkotónak. Amennyiben párttag volt az illető, akkor a büntetés egyik formája volt, hogy kizárták az NSZEP-ből. Igen gyakori eszköz volt a vízumkérelem megtagadása. A legextrémebb büntetés volt a szóban forgó alkotó kitoloncolása.
A cenzúra végrehajtása és a büntetések alkalmazása azonban nem volt mindig egyöntetű. Amennyiben az alkotó párttag volt, a cenzorok eleve elnézőbben voltak. Ha az alkotó ismert, sikeres volt, vagy éppen megfelelő politikai kapcsolatokkal rendelkezett, az megint befolyásolta a cenzúra mértékét. Mivel a szabályok nagy részét nem rögzítették, a cenzorok meglehetősen nagy egyéni szabadságot élveztek - ha egyiknek tetszett egy mű, akkor engedélyeztette azt, amit mások visszadobtak volna.

### Következmények
A legtöbb keletnémet művész igyekezett elkerülni a cenzorokkal való összeütközést, ezért már az alkotói folyamat során arra kényszerítették magukat, hogy megfeleljenek az elvárásoknak. Mások éppen ellenkezőleg, megpróbálták mondanivalójukat olyan formába önteni és úgy kifejezni (szatíra, irónia, metafora segítségével), amely elkerüli a cenzor figyelmét, de eljut a közönséghez.

## Cenzúra a sajtóban
Az NSZEP Központi Bizottsága döntötte el, hogy a sajtótermékekben, a médiában milyen hírek jelenhetnek meg, illetve azokat milyen módon kell tálalni. A KB Agitprob Titkársága (Sekretär für Agitation und Propaganda ) volt felelős azért, hogy a KB döntéseit a tömegtájékoztatási termékekhez eljuttassa, illetve betartassa. Ennek eszközei voltak a naponta megrendezett szerkesztői értekezletek Berlinben, a telefonkonferenciák az NSZEP irányítása alá eső sajtótermékekkel, illetve a párt által kiadott sajtóközlemények. Hasonló szerepet töltöttek be az NDK kormány sajtóirodája.
A helyi sajtó felé a kormány információs irodái (Ämter für Information) szolgáltatták az iránymutatást. A szerkesztők számára a párt adott ki napi iránymutatást arról, hogy melyik témákat kell megvitatni, milyen véleményeket lehet közzétenni, milyen kifejezéseket és címeket kell alkalmazni. A helyi sajtótermékek szerkesztői között ismert vicc volt, hogy "Az én véleményem kettőkor érkezik Berlinből".

### Engedélyezés
Az NDK területén engedélyhez kötötték a periodikus kiadványok megjelentetését. A szovjet megszállási övezetben még elvétve működhettek független napilapok (mint pl. az Abendpost Erfurtban vagy a Tagespost Potsdamban), de az 1950-es évek elejétől ezek megszűntek és az NSZEP közvetve vagy közvetlenül minden kiadványt ellenőrizni tudott.

### Hírszolgálat
A kormány sajtószolgálata hetente többször is küldött sajtóinformációkat és irányelveket a különféle kiadványoknak, amelyek előírták, hogy a különféle eseményeket hogyan kell tálalni, beleértve az elfogadott terminológiát is. Az irányelveket a keletnémet hírügynökségnek (Allgemeine Deutsche Nachrichtenagentur) is be kellett tartani.

### Újságíróképzés
A keletnémet párt és állam az újságírókat az államapparátus részének tekintette, nem pedig független szakmának. Az újságíróképzést a lipcsei Karl Marx Egyetemre vonták össze. A jelentkezők közül az állam válogathatta ki azokat, akik bekerültek az egyetemre. A tanulmányok során a leendő újságírók elsajátították a "marxista-leninista" ideológiát és az annak megfelelő újságírást. Az egyetemet csak azok végezhették el, akikről úgy tartották, hogy megfelelnek az ideológiai elvárásoknak. Az egyetem után a végzők megkapták a "szocialista újságíró" címet.

### Szakszervezetesítés
Az aktív újságírók részére a kormány létrehozott egy külön szakszervezetet (Verband der Journalisten der DDR, VDJ). A VDJ különféle előnyöket biztosított tagjainak, többek között jobb állásokat lehetett így elérni. Az aktív újságírók 90%-a tagja volt a VDJ-nek.
A VDJ tagjai emellett kapcsolatot tartottak fenn az újságíróképzésben részt vevő diákokkal, illetve saját iskolát tartottak fenn Lipcsében, amely haladó újságírókurzusokat kínált. Az iskola nagyon népszerű volt a kezdő újságírók között, mivel itt igen jó kapcsolatokat lehetett kiépíteni a VDJ tagjaival.

### Terjesztés
A keletnémet postavállalatnak (Postzeitungsvertrieb der DDR) kizárólagos monopóliuma volt az újságok terjesztése terén. A terjesztővállalat pedig egy listát vezetett azokról a kiadványokról, amelyeket nem terjeszthetett - a listára való felkerülés egyet jelentett a betiltással. Például 1988-ban a szovjet "Szputnyik" magazin is felkerül erre a listára, mivel az NDK-val kapcsolatban kritikus hangvételű cikkek jelentek meg benne.

## Fordítás
- Ez a szócikk részben vagy egészben  a   Cenzorship in East Germany című angol Wikipédia-szócikk fordításán alapul.  Az eredeti cikk szerkesztőit annak laptörténete sorolja fel. Ez a jelzés csupán a megfogalmazás eredetét és a szerzői jogokat jelzi, nem szolgál a cikkben szereplő információk forrásmegjelöléseként.